# Newtown Forbes
Newtown Forbes (irisch An Lios Breac, deutsch: Die gesprenkelte Ringfestung) ist eine Ortschaft im County Longford in der Mitte Irlands nahe der Grenze zum County Roscommon. 2022 hatte sie 851 Einwohner.

## Lage
Newtown Forbes liegt etwa fünf Kilometer nordnordwestlich von Longford am Shannon, der hier das Lough Forbes bildet. Durch den Ort führt die N4 von Mullingar kommend nach Carrick-on-Shannon und weiter nach Sligo. 

## Geschichte und Sehenswürdigkeiten
Der englische Ortsname verweist auf die Forbes-Familie, die Anfang des 17. Jahrhunderts in den Stand von Baronets und wenig später mit dem Titel Earl of Granard. Sie waren mit dem Gebiet belehnt worden. Das heutige Gebäude des Castle Forbes ist ein historistischer Bau aus der Zeit um 1819. Auf dem Gelände (Castleforbes Demesne) befand sich einige Jahre ein Flugplatz. 
1829 wurde die anglikanische St. Paul’s Church errichtet. Einige Jahre später folgte der Bau der katholischen St. Mary’s Church, die von James Joseph McCarthy entworfen wurde. 

## Persönlichkeiten
- Darragh Greene (* 1995), Schwimmer, Teilnehmer an den Olympischen Spielen 2020